# 水乡湖
水乡湖是一个位于中国西藏自治区日土县的湖泊，面积约为26平方千米。